# Drapetis boergei
Drapetis boergei är en tvåvingeart som beskrevs av Chvala 1971. Drapetis boergei ingår i släktet Drapetis och familjen puckeldansflugor. Inga underarter finns listade i Catalogue of Life.